# Elijahu Dobkin
Elijahu Dobkin (hebrejsky: אליהו דובקין; žil 31. prosince 1898 – 26. října 1976) byl vůdčí osobou hnutí dělnického sionismu, signatář izraelské deklarace nezávislosti a zakladatel Izraelského muzea. Významně se rovněž angažoval v Židovské agentuře a ve Světové sionistické organizaci.

## Biografie
Narodil se v Babrujsku v Ruském impériu (dnešní Bělorusko) do religiózně-sionistické rodiny. Jeho otec Josef pracoval v dřevařském průmyslu a bankovnictví a byl členem hnutí Mizrachi. Elijahu Dobkin vystudoval cheder a hebrejské gymnáziu a později studoval v Charkově (dnešní Ukrajina), kde roku 1914 založil studentské sionistické hnutí ha-Chaver. V roce 1917 vstoupil do hnutí he-Chaluc, které téhož roku založil Josef Trumpeldor.
Po první světové válce jeho rodina uprchla před bolševiky do polského Białystoku. V roce 1921 byl zvolen generálním tajemníkem světového hnutí he-Chaluc, které sídlilo ve Varšavě. Tam se seznámil se Simchou Blassem, který si později vzal jeho sestru Jehudit.
Dne 6. června 1932 Dobkin podnikl společně s manželkou a dcerou aliju do britské mandátní Palestiny, kde se usadili v Tel Avivu. Téhož roku se stal členem odborové unie Histadrut. V letech 1933 až 1968 byl členem výboru sionistických pracujících. V roce 1936 vstoupil do Židovské agentury, kde až do druhé světové války vedl imigrační oddělení, zodpovědné za záchranu Židů z Evropy a za ilegální židovskou imigraci do mandátní Palestiny. V roce 1946 se stal členem vedení organizace.
Stal se jedním ze signatářů izraelské deklarace nezávislosti, jíž byl 14. května 1948 ohlášen vznik Izraele. Toho času však uvázl v obleženém Jeruzalémě, a tak svůj podpis pod deklaraci doplnil dodatečně. Ve stejný rok se stal ředitelem Keren ha-jesod a tento post zastával až do roku 1962. V roce 1951 stanul v čele mládežnické organizace Židovské agentury a he-Chalucu a ve vedení obou působil až do roku 1968.
Jakožto sběratel umění stanul v žele Bezalelova muzea a později založil Izraelské muzeum, v jehož správní radě působil až do své smrti v roce 1976.